# Dick Hellings
Pour les articles homonymes, voir Hellings.

a Compétitions nationales et continentales officielles uniquement.

b Matchs officiels uniquement.
Richard Dick Hellings, né le 1er décembre 1874 à Tiverton et mort le 9 février 1938 à Tonyrefail, est un joueur de rugby à XV gallois, évoluant au poste de talonneur pour le Pays de Galles.

## Carrière
Il dispute son premier test match le 9 janvier 1897 contre l'équipe d'Angleterre, et son dernier test match a lieu contre l'équipe d'Écosse le 9 février 1901. Il dispute un total de neuf matchs en sélection nationale. Il appartient à l'équipe victorieuse de la triple couronne 1900.

## Palmarès
- 9 sélections pour le Pays de Galles entre 1897 et 1901.
- 1 essai
- Sélections par année : 1 en 1897, 2 en 1898, 2 en 1899, 2 en 1900, 2 en 1901
- Participation à 5 tournois britanniques en 1897, 1898, 1899, 1900, 1901
- Victoires dans le Tournoi britannique de rugby à XV 1900
- triple couronne en 1900